# Леон III (царь Абхазии)
Леон III (груз. ლეონ III; ? - 967) — царь Абхазии с 957 по 967 год. Был сыном и преемником Георгия II.

## История
В 926 году Леон заменил своего старшего брата Константина в качестве наместника Картли, последний был ослеплен и кастрирован Георгием II после неудачного восстания. Георгий II продолжил кампанию против самого восточного грузинского княжества Кахетия, чей правитель Квирике II также претендовал на Картли. Георгия и Леона поддерживал его зять принц Шурта, который был братом Квирике, последний уступил крепость Уджарма абхазам. Квирике был побежден и заключен в тюрьму, и освобожден только после того, как он подчинился абхазскому царю. Вскоре Квирике возобновил наступление и спровоцировал восстание в Картли. В 957 году Георгий послал большую армию под руководством своего сына Леона, но царь умер в экспедиции, и Леон вынужден был заключить мир с Квирике, окончательно завершив свою кампанию. Квирике был вынужден согласиться на брак своего сына Давида с дочерью Леона. К сожалению, мир не продлился долго, поскольку принцесса вскоре умерла, и между двумя сторонами вернулось недоверие. Леон снова напал на Кахети и осадил Мухнари, Херки и Базалети; В этом последнем месте он заболел и умер в 967 году. Его сменил его брат Димитрий III.
В 964 году Леон III распространил свое влияние на Джавахети, во время его правления был построен собор Кумурдо.

## Семья
Леон женился на неизвестной принцессе:

### Дети
- Анонимная дочь, замужем за принцем Кахетии Давидом.